# Cantonul Villefranche-du-Périgord
Cantonul Villefranche-du-Périgord este un canton din arondismentul Sarlat-la-Canéda, departamentul Dordogne, regiunea Aquitania, Franța.

## Comune
| Comune                   | Populație (1999) | Cod poștal | Cod INSEE |
| ------------------------ | ---------------- | ---------- | --------- |
| Besse                    | 155              | 24550      | 24039     |
| Campagnac-lès-Quercy     | 303              | 24550      | 24075     |
| Lavaur                   | 72               | 24550      | 24232     |
| Loubejac                 | 269              | 24550      | 24245     |
| Mazeyrolles              | 346              | 24550      | 24263     |
| Orliac                   | 59               | 24170      | 24313     |
| Prats-du-Périgord        | 153              | 24550      | 24337     |
| Saint-Cernin-de-l'Herm   | 233              | 24550      | 24386     |
| Villefranche-du-Périgord | 745              | 24550      | 24585     |